# Adrie Braat
Adrie Braat (* 24. November 1955) ist ein niederländischer Jazzmusiker (Kontrabass, Dirigent), der seit 2020 die Dutch Swing College Band leitet.

## Wirken
Braat studierte klassische Musik am Amsterdamer Konservatorium; im Bereich des Jazz nahm er zusätzlich Unterricht bei Wilbur Little und John Clayton. Mit 24 Jahren wurde er Mitglied im Orchester von Boy Edgar. Zudem spielte er in der Big Band von Jeff Reynolds und gehörte von 1981 bis 1988 zu den Dixieland Pipers unter der Leitung von Bert de Kort. 
Braat begleitete unter anderem Scott Hamilton, Benny Bailey, Dany Doriz, Wild Bill Davison, Doc Cheatham, Acker Bilk, Pim Jacobs, Louis van Dijk, André Rabini, Peter Appleyard, Joe Muranyi, Laura Fygi, Papa Bue, Peanuts Hucko, Sonja Kimmons, Deborah Carter, Rita Reys, Chris Barber, Marjorie Barnes und Spiegle Willcox. Außerdem spielte er im Sextett des Klarinettisten Jan Morks, im Mennos Daams’ Quartet und als Dirigent in verschiedenen Big Bands (Big Band Amsterdam, Zeppos’ Big Band, Caledonians Big Band).
Braat half 1986 als Ersatz für den erkrankten Henk Bosch van Drakestein bei der Dutch Swing College Band aus, dessen Stelle er seit 1988 einnahm. Als Bandleader leitet er auch die Biggles Big Band Amsterdam, mit der er jeden Montag auftritt und auch mehrfach in Thailand auf Tournee war. Außerdem hat er mit Jeff Reynolds, Menno Daams, den Dixieland Pipers, Jan Morks’ Jazzmates, Zeppos’ Big Band, Marcel Salomon, dem Flashback Quartet, Hollywood Saxophone Project und verschiedenen Gruppen unter eigenem Namen Aufnahmen vorgelegt. Mit der Dutch Swing College Band wurde er beim North Sea Jazz Festival mit dem Special Appreciation Award sowie mit den Dutch Export Award ausgezeichnet.